# Franziska Werner
Franziska Werner (* 1975 in Ost-Berlin) ist eine deutsche Dramaturgin, Kuratorin und Kulturmanagerin.

## Leben und Berufliches
Aufgewachsen in Berlin und Weimar/Thüringen, studierte sie an der Humboldt-Universität Berlin Theaterwissenschaften/Kulturelle Kommunikation, Europäische Ethnologie und Kunstgeschichte sowie Etudes Théâtrales an der Sorbonne Nouvelle Paris.
Sie arbeitete seit 1999 als Produktionsleiterin und Dramaturgin für verschiedene Künstler, Festivals und Veranstaltungsorte u. a. Sasha Waltz & guests, Joanna Dudley, Cora Frost, Adriana Altaras, Helena Waldmann und für Festivals und Veranstaltungsorte deutschlandweit, u. a. Stiftung Schloss Neuhardenberg, Movimentos – Tanzfestival/Festwochen der Autostadt Wolfsburg, Sophiensæle Berlin, Schwankhalle Bremen, Jüdische Kulturtage 2002, Kunstfest Weimar.
Zwischen 2005 und 2010 realisierte sie mit dem Künstlerkollektiv Pony Pedro Interventionen im Stadtraum an der Schnittstelle zwischen Performance, Installation und urbanen Kommunikationsstrategien.
Von 2011 bis Juli 2023 war sie Künstlerische Leiterin der Sophiensæle Berlin.
Sie arbeitete hier u. a. mit Künstlern und Gruppen wie Angela Alves, Olympia Bukkakis, Olivia Hyunsin Kim, hannsjana, Rita Mazza, Kareth Schaffer, Ania Nowak, Jule Flierl, Laurie Young, Hendrik Quast, Monster Truck, Turbo Pascal, Interrobang, Hauen+Stechen, Clement Layes, Christoph Winkler, Henrike Iglesias, Flinn Works, Sebastian Matthias, Johannes Müller und Philine Rinnert, Markus & Markus, Vanessa Stern, Simone Dede Ayivi, Liz Rosenfeld, Melanie Jame Wolf, Sheena McGrandles. Mit den Künstlern Florentina Holzinger, Thorsten Lensing, und Milo Rau/IIPM waren die Sophiensäle in den Jahren ihrer Leitung zum Theatertreffen eingeladen. 2017 erhielt das Haus den Theaterpreis des Bundes.
Die Entwicklung neuer Formate, Reihen und Festivals spielte eine wichtige Rolle. Zentral für die Nachwuchsförderung waren die Festivals Tanztage Berlin und die internationale Austausch- und Produktionsplattform Freischwimmen.
Jährliche Themenfestivals komplementierten den Spielplan, wie beispielsweise Save your Soul (2018); Queer Darlings (2019 bis 2023); Das Ost-West-Ding (2019); After Europe (2019); Risk & Resilience (2020) oder Coming of Age (2021) oder Leisure & Pleasure (2023).
Das Theater war unter ihrer Leitung geschäftsführende Partnerin des Berliner Netzwerks Making a Difference, das sich für eine selbstbewusste und sichtbare Community von Tänzerinnen, Choreografen und Performenden mit Behinderung in der Berliner Tanzszene einsetzt. Besonderen Stellenwert hatten für die Sophiensaele Fragen von Zugänglichkeit und Barrierefreiheit. Laut Eigenaussage verfolgte das Haus eine: „machtkritische(n) Herangehensweise, die sich inhaltlich wie strukturell konsequent Fragen nach der Zugänglichkeit unseres Programms und unserer Räume für Künstler*innen, Publikum und Mitarbeiter*innen widmet.“
In Bezug auf Barrierefreiheit wurden mit Angeboten wie Audiobeschreibungen und Tastführungen von Inszenierungen oder Relaxed Performances Menschen mit Behinderung gezielt angesprochen.

## Kulturpolitisches Engagement
- Ko-Sprecherin (seit 2022) und Mitglied im Rat für die Künste Berlin (seit 2012)
- Beiratsmitglied des Fachbereichs Theater/Tanz des Goethe-Instituts
- Mentorentätigkeiten u. a. für das Programm Frauen in Kultur und Medien/Deutscher Kulturrat
- Mitautorin der Gründungspetition der Koalition der Freien Szene Berlin (2012)
- Mitglied im LAFT Berlin e.V. und Pro Quote Bühne

## Interviews
- https://www.tagesspiegel.de/kultur/tanzfestival-leisure-pleasure-wer-rastet-revoltiert-besser-9885368.html
- https://www.deutschlandfunkkultur.de/wie-weiter-keine-foerderung-mehr-nach-20-jahren-fuers-freischwimmer-netzwerk-dlf-kultur-5039cdac-100.html
- https://www.rbb-online.de/rbbkultur/radio/programm/schema/sendungen/der_tag/archiv/20230626_1600/gast_im_studio_1710.html
- https://www.deutschlandfunkkultur.de/festival-das-ost-west-ding-nicht-schon-wieder-den-osten-auf-100.html
- https://www.deutschlandfunkkultur.de/20-jahre-sophiensaele-geburtstagsfeier-mit-der-greatest-100.html

## Publikationen
- „Openings – Sophiensæle 2011 – 2021“, Hrsg. Franziska Werner, Joy Kristin Kalu, Alexander Kirchner, Alexander Verlag, Berlin 2021 https://www.alexander-verlag.com/english/titel/496-openings.html
- Franziska Werner: „Forever Young oder Stages of Ageing? Das Thema Altern in der Freien Szene – eine Kurationsaufgabe“ in „War schön. Kann weg – Alter(n) in der Darstellenden Kunst“, Hrsg. von Angie Hiesl und Roland Kaiser, Theater der Zeit, Reihe Recherchen, 2022 https://tdz.de/shop/produkt/war-schoen-kann-weg
- „Franziska Werner: Sophiensaele Berlin“ In „Theater und Macht: Beobachtungen am Übergang“ der Heinrich-Böll-Stiftung, Band 15, aus der Reihe Schriften zu Bildung und Kultur, Berlin 2021. https://www.boell.de/de/2021/05/03/theater-und-macht
- „Künstlerische Leiterin (freies Theater): Franziska Werner“ in „Geisteswissenschaften studieren – und dann? Berufsfelder und Perspektiven“, Hrsg. Jochen O. Ley, Hedda Zechner, Berlin 2021. https://link.springer.com/chapter/10.1007/978-3-476-05746-4_7